# ドミノ

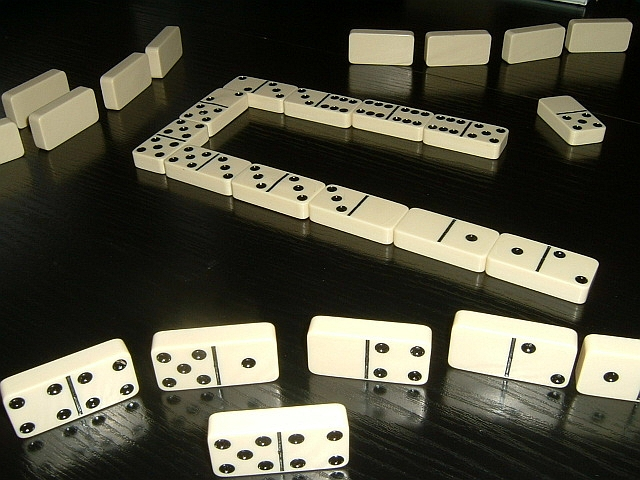
ゲーム中のドミノ

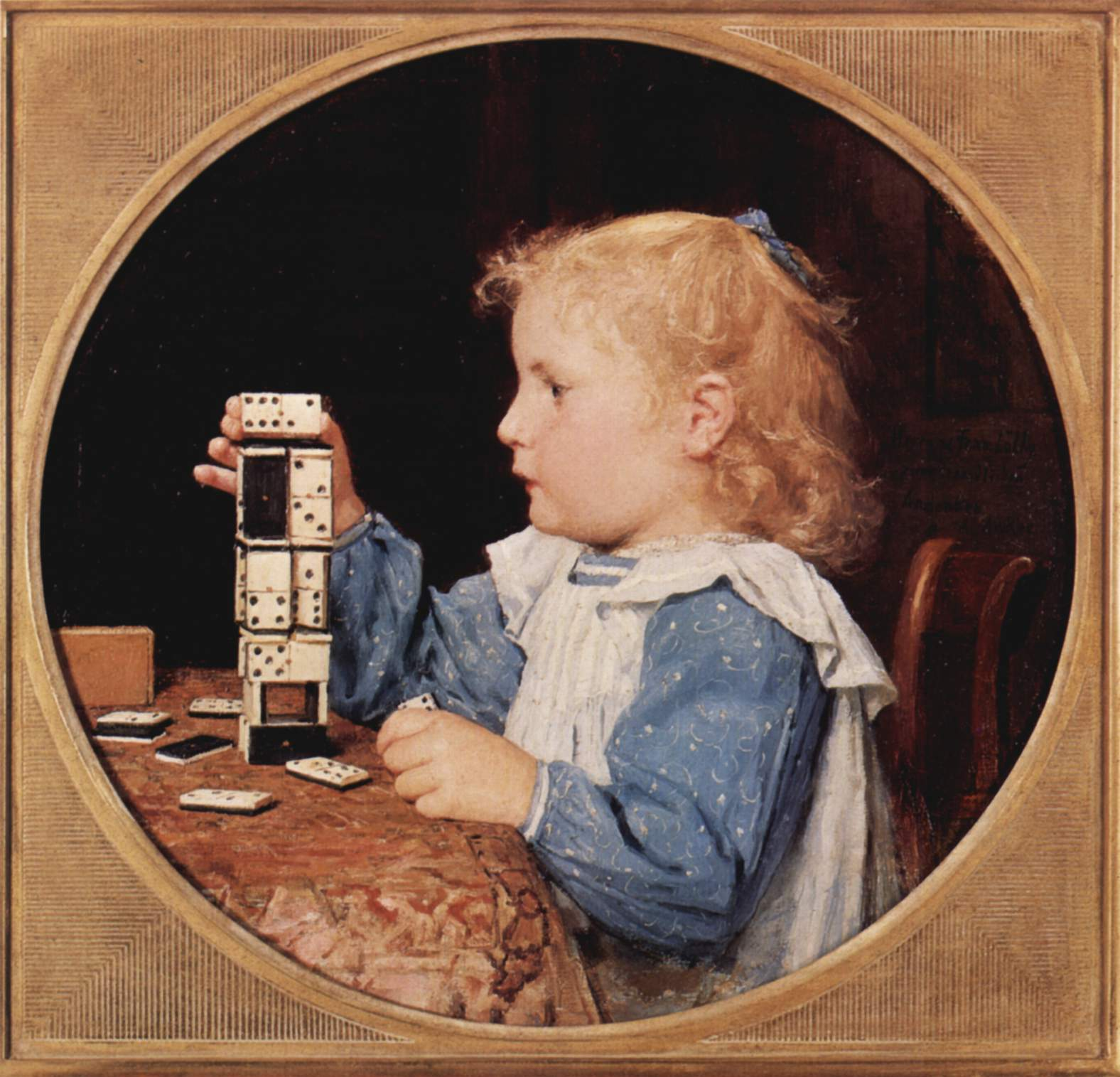
アルベール・アンカー 『ドミノゲームをする少女』／19世紀後期の作。油彩画。

ドミノは、2つの同じ大きさの正方形をくっつけた形をしている牌、それらの牌のひとそろいを使って行うゲームである。また、位数2のポリオミノでもある。

## ドミノ牌

ダブル・シックス

ドミノ牌は2つの同じ大きさの正方形をつなげた形をしており、各正方形の片側の面には模様（目）がサイコロのように描かれている。もう一方の面には何も描かれていない。2つの正方形の境界部分には通常は直線が描かれている。
市販されているドミノ牌はプラスチック製のものが多い。かつては木製・骨製・象牙製のものもあった。色はすべて同じ（白地に黒）のものが伝統的だが、現在は目の値によって色を変えている製品も多い。
サイズは製品によって異なるが、長さ5cm・幅2.5cm・厚さ1cm弱程度が多い。
目が0～6のドミノ牌が入ったひとそろいをダブル・シックスといい、28枚1組である。0～6で可能な目の組合せ((0,0),(3,6)など)が全て一枚ずつ入っている。ただし(3,6)と(6,3)のように順番を逆にしただけのものは同じ牌と見なされる為、例えば3と6が両方書かれた牌は一つしか入っていない。
最大の目が9のものをダブル・ナインといい、同様に可能な目の組合せが全て一枚ずつ入っている。55枚で1組。
ほかに、最大の目が12・15・18(それぞれ1組91枚・136枚・190枚)などのものも市販されている。最大の目の大きいドミノでは、サイコロ風に目を描いたのでは識別が難しくなるので、かわりに数字が書いてあるものもある。
ドミノ牌の二つのサイの目が異なるものをシングル、同じものをダブルという（フランス語の「simplet/doublet」に従って「サンプレ・ドブレ」と呼ぶこともある）。

### ドミノ記号
ユニコードでは、U+1F030からU+1F093までがドミノ牌になっている。ダブル・シックスの牌の横置き・縦置きを区別し、3-4と4-3のように向きだけ異なるものに別の符号位置を与え、さらに裏向きの牌にも符号位置を与えているので、全部で100個の符号が割り当てられている。
| ドミノ記号[1][2] Official Unicode Consortium code chart (PDF)                                         |   |   |   |   |   |   |   |   |   |   |   |   |   |   |   |   |
| | 0 | 1 | 2 | 3 | 4 | 5 | 6 | 7 | 8 | 9 | A | B | C | D | E | F |
| U+1F03x                                                                                               | 🀰 | 🀱 | 🀲 | 🀳 | 🀴 | 🀵 | 🀶 | 🀷 | 🀸 | 🀹 | 🀺 | 🀻 | 🀼 | 🀽 | 🀾 | 🀿 |
| U+1F04x                                                                                               | 🁀 | 🁁 | 🁂 | 🁃 | 🁄 | 🁅 | 🁆 | 🁇 | 🁈 | 🁉 | 🁊 | 🁋 | 🁌 | 🁍 | 🁎 | 🁏 |
| U+1F05x                                                                                               | 🁐 | 🁑 | 🁒 | 🁓 | 🁔 | 🁕 | 🁖 | 🁗 | 🁘 | 🁙 | 🁚 | 🁛 | 🁜 | 🁝 | 🁞 | 🁟 |
| U+1F06x                                                                                               | 🁠 | 🁡 | 🁢 | 🁣 | 🁤 | 🁥 | 🁦 | 🁧 | 🁨 | 🁩 | 🁪 | 🁫 | 🁬 | 🁭 | 🁮 | 🁯 |
| U+1F07x                                                                                               | 🁰 | 🁱 | 🁲 | 🁳 | 🁴 | 🁵 | 🁶 | 🁷 | 🁸 | 🁹 | 🁺 | 🁻 | 🁼 | 🁽 | 🁾 | 🁿 |
| U+1F08x                                                                                               | 🂀 | 🂁 | 🂂 | 🂃 | 🂄 | 🂅 | 🂆 | 🂇 | 🂈 | 🂉 | 🂊 | 🂋 | 🂌 | 🂍 | 🂎 | 🂏 |
| U+1F09x                                                                                               | 🂐 | 🂑 | 🂒 | 🂓 |   |   |   |   |   |   |   |   |   |   |   |   |
| 備考 1.^Unicode バージョン 9.0 現在 2.^灰色のエリアはコードポイントが割り当てられていないことを示す。 |   |   |   |   |   |   |   |   |   |   |   |   |   |   |   |   |

## 歴史
ドミノの起源ははっきりしていない。中国にもドミノとよく似た「牌九牌（天九牌）」があるが、牌の構成がドミノと異なり、両者の関係は明らかではない。1800年頃にイタリアで考案されたともいわれ（小学館日本大百科全書・倉茂貞助）、17世紀ころに中国で発明されたものが18世紀の中頃に欧州に輸入されたともいわれる（平凡社世界大百科全書・松田道弘）。
牌の目はサイコロをもとにして作られたといわれ、またドミノという名は「頭巾」（en:Domino mask）を意味するという。

## 遊び方

### 基本的なルール
ドミノを使った遊びにはトランプと同様にいろいろなものがあるが、基本的なルールは同一である。
まず、すべてのドミノを伏せて、麻雀のようにかきまぜる。これを山札（boneyard）とする。各競技者は決められた枚数を山札から取り、これを手札とする。手札は軍人将棋のように、他の競技者から見えないように立てて置く（牌を立てるためのラックを使用することもある）。場に置かれている牌の列に対して、各競技者は時計回りに順に1枚ずつ手札をつなげていく。場に並んでいる牌の列の両端の目と同じ目を持つ牌が手札にある場合、その牌を場に出して、列につなぐことができる。例えば、場に「3-4 4-1」のように牌が出ている場合、手札に「1-6」があれば、「4-1」の隣に「1-6」を、2枚の牌の「1」同士が接するように場に置く。
出す牌は通常つなげる牌と同じ向きに置くが、テーブルに余裕がない場合は90度向きを変えて置くこともある。どう置いてもゲームの進行には影響しない。ダブル牌のみは列に直交するように置かれる。ダブル牌に別の牌をつなぐときも、ダブル牌の側面につなぐ。
出すことのできる牌がないときは、パスするルールと、出せる牌が出るまで山札から引くルールがある。
だれかが手札をすべてなくする（上がる）か、誰も牌を出せなくなったときにゲームが終了する。
ゲームごとの違いとしては、以下のようなものがある。
- 競技人数・使用する牌の数・ひとりあたりの枚数の違い
- 点数計算の方法の違い
- ダブル牌を交点にして列が2つ（4方向）に分岐するかどうかの違い。分岐する牌のことをスピナーという。すべてのダブル牌で分岐するもの、最初のダブル牌だけが分岐するもの、分岐しないものがある。スピナーはまず両側面に牌をつなぎ、それからスピナーの両端を伸ばしていく。
- 出すことのできる牌がないときに、単にパスするか山札から引くかの違い。パスする系統のゲームをブロック・山札から引くゲームをドローという。
- つなぎ方の違い。通常は同じ目同士をつなげるが、マタドールというゲームでは足して7（目が6までの場合）になるようにつなげる。
- 牌の列をいくつ作るか。ふつうはすべての競技者がただ一つの列に牌をつなげていくが、トレインと呼ばれるゲームでは各競技者が自分の列を別々に持つ。

### セバストポリ
牌は通常のダブル・シックスを使用し、競技者の数は4人で、手札は7枚を使用する。したがって山札は存在しない。
6-6を持った人が最初にそれを場に出す。この6-6はスピナーであり、他の競技者はこの6-6につなぐ牌4枚が出揃うまで、ほかの牌につなげることはできない。4枚が出揃ったら、その4枚に対して牌をつなげていく。6-6以外のダブル牌は90度横向きに置くが、スピナーにはならない。つなげることができないときは単にパスする。
だれかが上がるか、または全員が牌を出せなくなった時にプレイが終了する。各人は手札の目の数を合計し、もっとも少ない人が、他の3人の目の数の合計を自分の得点に加える。複数の人が同点で1位になった場合には、引き分けとして得点は計算されない。
だれかが61点に達したらゲームが終了になり、得点のもっとも高い人の勝ちとなる。

### ファイブアップ

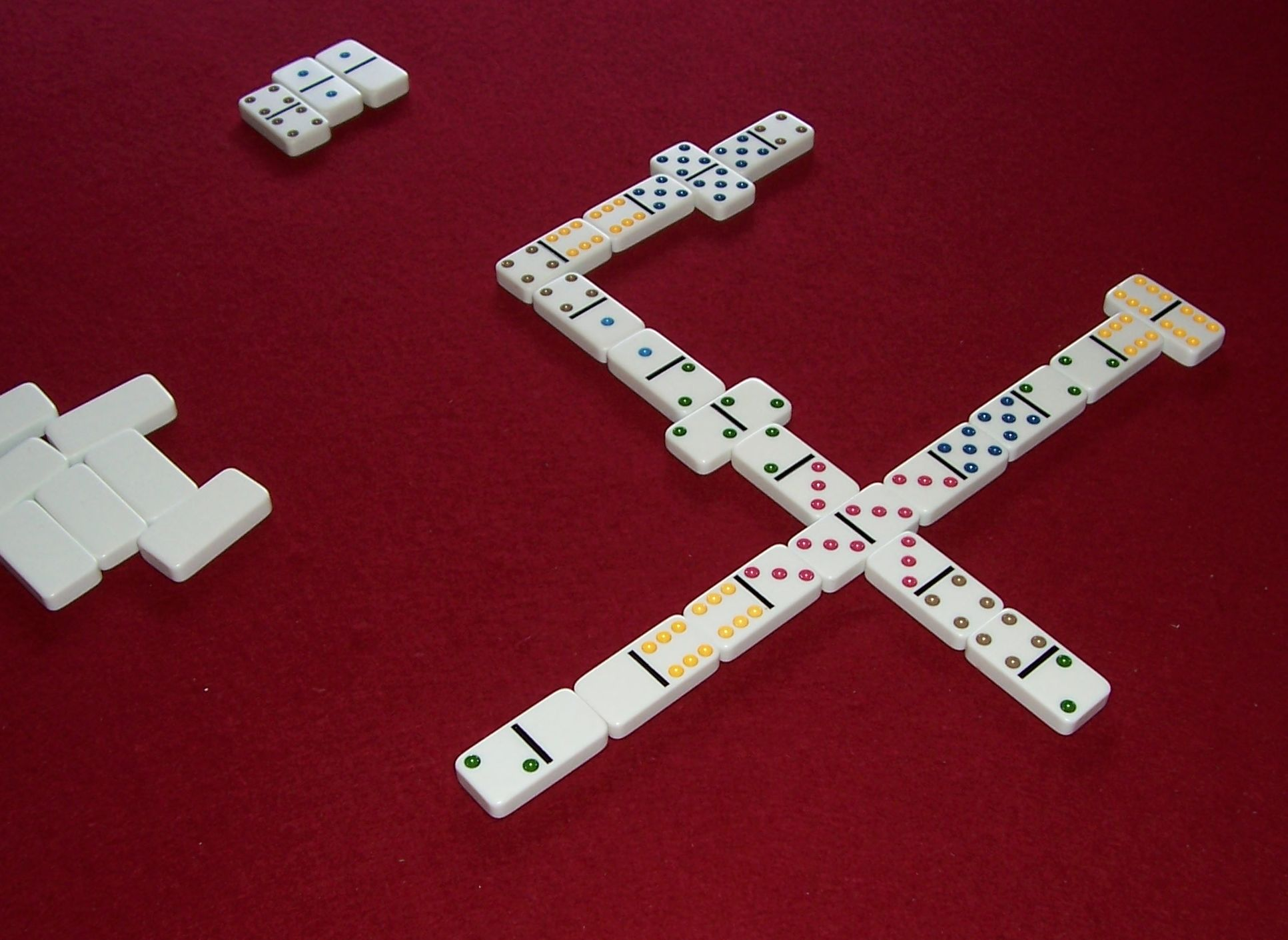
ファイブアップの牌の列

アメリカ西海岸発祥のゲームである。ここでは、Armanino (1959) に従ってルールを述べる。
ファイブアップは、2人から4人で遊ぶ。4人のときは2人ずつパートナーになる。牌は通常のダブル・シックスを使用する。手札は5枚。最初の1枚は何を出してもよい。2枚目からは、基本的なルールに従って出す。出せる牌がない時には、山札から引いていく。ただし山札の最後の1枚（2人のときは2枚）は引くことができない。山札が尽きても出せる牌がなければ、パスする。誰かが上がるか、全員がパスしたら、そこでプレイが終了する。
すべてのダブル牌で分岐を行う。
だれかが牌を置いた時に、牌の列の端にある目の合計が5の倍数になったら、それを5で割った商がその牌を置いた者の得点になる。牌の端がダブル牌のときは、その両方の目を数える。目の合計を計算するときは、すべての分岐の端の目を加算する。ダブル牌の両側面のいずれか片方または両方が塞がっていないときは、その目の合計も加算する。
プレイが終了したら、各競技者（4人の場合は各チーム）は残った手札の目の数を合計したものを手札の値とし、それによって以下のように点数を計算する。
- 3人以外のときは、上がった競技者（チーム）または手札の値の少ない競技者（チーム）が、相手（チーム）の手札の値を5で割った値（余りは四捨五入する）を点数に加える。
- 3人のときは、上がった競技者または手札の値のもっとも少ない競技者が、残り2人の手札の値と自分の手札の値との差を合計して5で割った値を点数に加える。ひとりが上がった場合、残り2人のうちで手札の値が少ない競技者は、手札の値が大きい競技者との差額を5で割った値を点数に加える。

だれかが61点に達したら、そこでゲームが終了する。点数の多い方が勝つ。

### ファイブアップに似たゲーム
ファイブアップと似て、少しずつ名前やルールの異なるゲームが各地に存在する。Kelly (1999) に従うと、以下のようなゲームがある。
マギンズ
手札は2人なら7枚・3人なら5-6枚・4人なら5枚。ただし常に7枚とする変種もある。ダブル牌で分岐しないか、または最初のダブル牌でのみ分岐する。端の合計が5の倍数になっているのにそれに気づかなかった場合、他の競技者が「Muggins!（まぬけ）」とさけぶと、点数はさけんだ人のものになる。点数は5で割るのではなく、もっとも近い5の倍数にまるめる（たとえば3点以上7点以下なら5点と数える）。200点先取でゲームが終了する。
オールファイブズ
競技人数にかかわらず手札は5枚。最初のダブル牌でのみ分岐する。点数はマギンズと同じ。
スニフ
手札の枚数はマギンズに同じ。最初のダブル牌でのみ分岐する。この牌を「スニフ」という。スニフの両端が塞がっていない場合、塞がっていないほうの端の目も加算する。点数は5で割る方法ともっとも近い5の倍数にまるめる方法がある。
セブントードピート
ファイブアップと基本的に同じだが、最初の1枚はダブル牌か目の合計が5か10の牌でなければならない。ダブル牌を出すか点数を得るかした後はもう1枚続けて出す。最後の1枚がダブル牌か点数を得るかした場合は、上がりにはならない。

### ベルゲン
2人から4人までで遊ぶ。手札は6枚。ダブル牌で分岐はしない。
場のドミノの列の両端の目の数が同一になったら2点を得る。ただし、片方がダブル牌のときは3点。
ダブル牌を出すと2点を得る。
出せる手札がない場合は、出せる牌が出るまで山から引く。ただし最後の2枚は引けない。山が尽きたらパスする。
上がるか、だれも上がれなかったら手札中にダブル牌の最も少ない者（複数の競技者がいる場合は、手札の目の数が最小の者）が1点を得る。
だれかが15点以上になったらゲームを終了し、点数の多い者の勝ちになる。

### メキシカン・トレイン
アメリカの新しいゲーム。2人から8人までで遊ぶ。通常はダブル12（91枚）の牌を使用する。手札の枚数は、2人から4人までの場合14枚、5・6人ならば12枚、7・8人なら10枚。
もっとも大きなダブル牌（ふつうは12-12）を持っている人が、それを場に出す。ついで各人はそれと同じ目を持つ牌を場に出す。これを各人のトレインと呼ぶ。各トレインには、通常その牌を出した人しか手札をつなぐことができない。
自分の番がきたときに、出せる手札がない場合は、山札から1枚だけ取ってくる。その牌がつながる場合はつなげる。つながらない場合はその牌を手札に加え、牌を出せるようになるまで、その競技者のトレインには誰でも牌をつなぐことができる。
ダブル牌を出した競技者は、続けてもう1枚の牌を出す必要がある。ダブル牌につながる牌を出せなかった場合、同様にその競技者のトレインには誰でも牌をつなぐことができる。なおダブル牌では分岐しない（分岐する変種もある）。
各人のトレインのほかにもうひとつトレインを作ることができる。これをメキシカン・トレインという。メキシカン・トレインは常に誰でも手札をつなぐことができる。
点数は、上がった人が0点、それ以外の人は残った手札の目の数の合計が失点となる。
最終ラウンド(0-0)終了時に最も失点が少なかった人の勝ち

### 異種の遊戯
ドミノを使ったトリックテイキングゲーム・神経衰弱・麻雀に似たゲームもある。

#### 42
テキサスのトリックテイキングゲーム。ブリッジのように、4人が2人ずつチームを組む。ダブル・シックスの牌を各人が7枚ずつ持って競技する。点数は1トリック1点（全部で7トリック）、目の合計が5または10の牌（0-5・1-4・2-3・4-6・5-5）を取ったときは、その牌の目の合計が得点（全部取ると35点）になる。プレイの前に自分のチームが何点取れるか（最低30点、最高42点）を宣言する。宣言に競り勝った人が切り札の目を決定する。牌は、切り札の目を含む7枚が切り札スートに属する。切り札以外のリードでは、2つの目のうち多い方がそのトリックのスートになり、ほかの競技者は同じスートの（切り札でない）牌があれば、それを出さなければならない。同じスートではダブル牌がもっとも強く、シングル牌は目の数が多いほど強い。それ以外はトランプのトリックテイキングゲームと同様にプレイする。
宣言した以上の点数が取れた場合は、宣言側が1マークを得る。達成できなかった場合、相手側が1マークを得る。先に7マークを得た側が勝ちである。
「42」のかわりに「84」を宣言することもできる。この場合、「42」を宣言したのと同じことになるが、2マークを得る。「84」を宣言した場合、取ったカードは積んでおき、何を取ったかを見てはならない。

#### ドミノ倒し

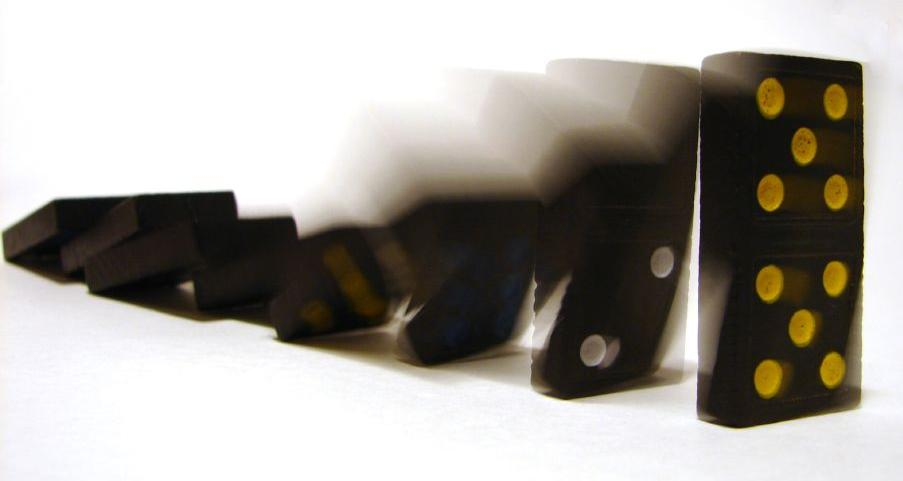
ドミノ倒し

ドミノ倒しとは牌を並べて立てておいてからそれを倒す遊び。日本では将棋の駒を使う将棋倒しの代わりとして紹介された結果、「ドミノ」といえばドミノ倒し用の道具、あるいはドミノ倒しそのものと思われることが多く、「日本ドミノ協会」もドミノ倒しの競技者による団体である。最近では目の刻まれていない、ドミノ倒し専用の牌も発売されている。

## 数学における用法
ドミノ牌が2つの同じ大きさの正方形を連結した形であることから、複数個の同じ大きさの正方形を連結した図形をポリオミノという。
ポリオミノは正方形の数で分類され、ギリシア語由来の数接頭辞に「-omino」をつけた名前で呼ばれる。例えば正方形が3つ、4つ、5つ連結された形をそれぞれトリオミノ（トロミノとも）、テトロミノ、ペントミノという。